# هيرونوري تاكي
هيرونوري تاكي (باليابانية: 滝 裕徳) (7 يونيو 1986 في أوكاياما في اليابان – )؛ هو لاعب كرة قدم كان يلعب كحارس مرمى.

## وصلات خارجية
- هيرونوري تاكي على موقع Soccerway.com (الإنجليزية)